# Racing for Holland
Racing for Holland – holenderski zespół wyścigowy, założony w 1999 roku przez byłego kierowcę Formuły 1 Jana Lammersa. W historii startów ekipa pojawiała się w stawce ADAC GT Masters, 24-godzinnym wyścigu Le Mans Le Mans Series, FIA Sportscar Championship oraz A1 Grand Prix.
W A1 Grand Prix zespół obsługiwał ekipę holenderską w latach 2005-2009.

## Sukcesy zespołu
- FIA Sportscar Championship

2002 (SR1) - Dome S101 (Jan Lammers, Val Hillebrand)
2003 (SR1) - Dome S101 (Jan Lammers, John Bosch)

## Starty

### A1 Grand Prix
| Rok       | Bolid      | Kierowcy            | Wyścigi | Wygrane | PP | NO | Pkt | M.Z. |
| --------- | ---------- | ------------------- | ------- | ------- | -- | -- | --- | ---- |
| 2005/2006 | Lola-Zytek | A1 Team Netherlands | 22      | 1       | 0  | 0  | 69  | 7    |
| 2006/2007 | Lola-Zytek | A1 Team Netherlands | 22      | 1       | 1  | 0  | 57  | 5    |
| 2007/2008 | Lola-Zytek | A1 Team Netherlands | 20      | 0       | 1  | 0  | 87  | 7    |
| 2008/2009 | Ferrari    | A1 Team Netherlands | 14      | 2       | 3  | 1  | 75  | 4    |